# Johannes Grimelund
Johannes Martin Grimelund né le 15 mars 1842 à Oslo (Norvège) et mort le 25 octobre 1917 à Garches (Hauts-de-Seine) est un  peintre norvégien. 

## Biographie
Son père, Andreas Grimelund (en), fut archevêque de Trondheim.
Il étudie à Kristiania et Düsseldorf, puis obtient son diplôme à l'Académie de Karlsruhe.
Pensionné par son gouvernement, il arrive à Paris en 1876 où il installe son atelier tout en continuant ses voyages en France, le plus souvent au bord de la mer et dans les ports, auprès des bateaux.
Il est inhumé à Paris au cimetière du Père-Lachaise (10e division).

## Œuvre
Il a peint des paysages de Norvège, de France et d'autres pays : Matin d'été dans la forêt de bouleaux, Port d'Anvers, Maisons de pêcheurs aux îles Lofoten. Ce sont surtout des marines qu'il envoie au Salon jusqu'à la fin de sa vie. Boudin remarque tout particulièrement son envoie de 1890.

## Œuvres dans les collections publiques
Louviers, Musée d'art et d'histoire :
- Le Kattendyck (Anvers), 1888, huile sur toile[2].

Nemours, Château-Musée :
- Port de pêche en Norvège, 1888, huile sur toile[3]
- Vue du Fjaerland fjord au printemps , Norvège, 1896, huile sur toile[4].
- Norvège, verger en fleur, Harland, 1898, huile sur toile[5].
- Village de pêcheurs au crépuscule, Norvège, 1904, huile sur toile[6].
- Vue de Nemours au crépuscule, 1904, huile sur toile[7].

Oslo, Musée national de Norvège
- Ambiance du soir, 1880-1883, Huile sur toile, 195 × 130 cm[8]
- Quai du Mexique à Anvers, 1884, Huile sur toile, 212 × 139 cm[9]

- Bateau local à quai, 1891, Huile sur toile, 98 × 63 cm[10]
- Paysage, Huile sur toile marouflée sur panneau, 35 × 22 cm[11]

Oslo, Musée de la Marine :
- Le Port de Rouen, 1893, Huile sur toile, 60 × 37 cm, Musée de la marine (Norvège)[12]

Trondheim art museum :
- Route forestière, 1872, Huile sur toile, 53 × 42 cm[13]
- Le Port de Marseille, vers 1890, huile sur toile, 41 × 65 cm, Collection particulière[1]

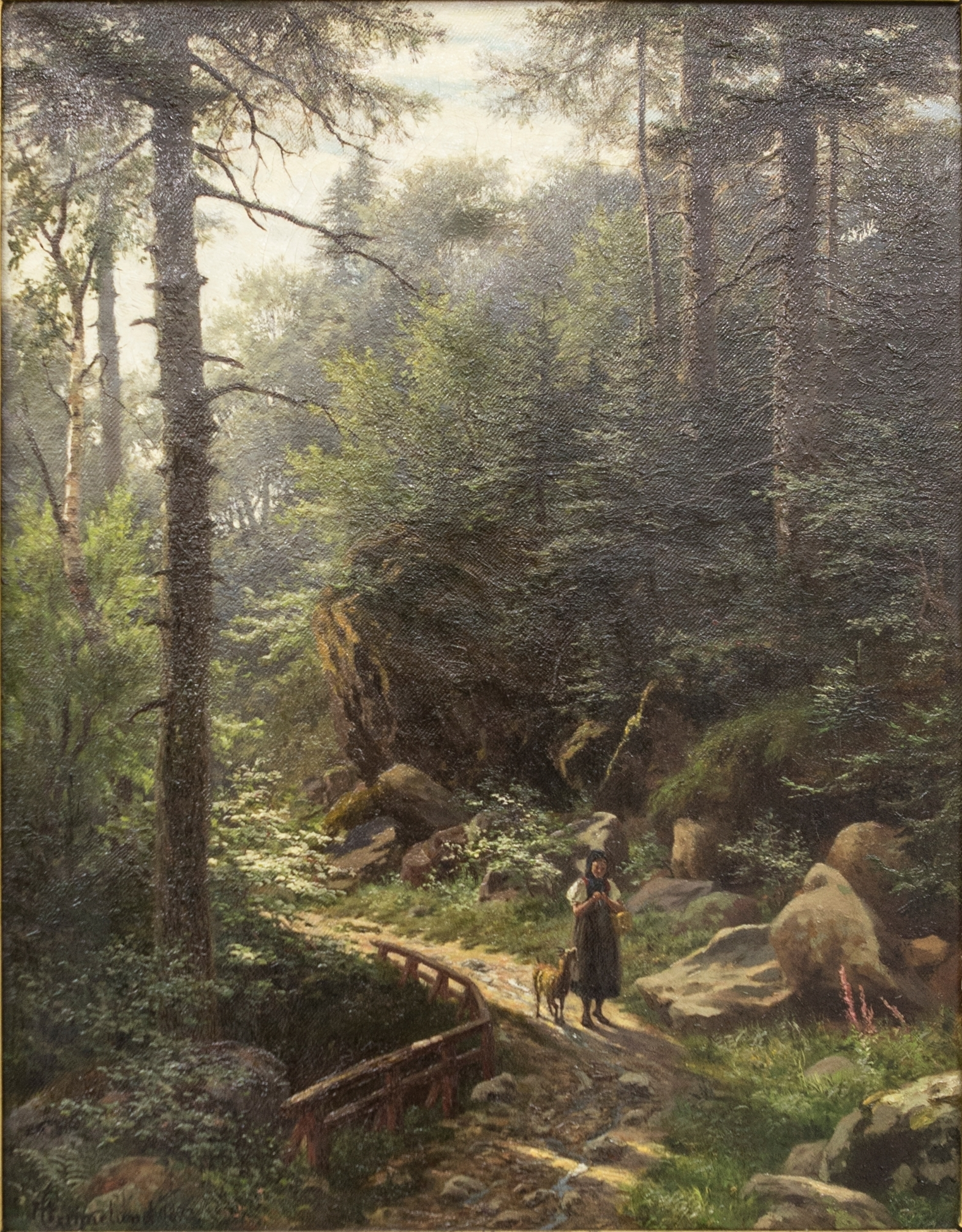
Route forestière, 1872 Trondheim art museum
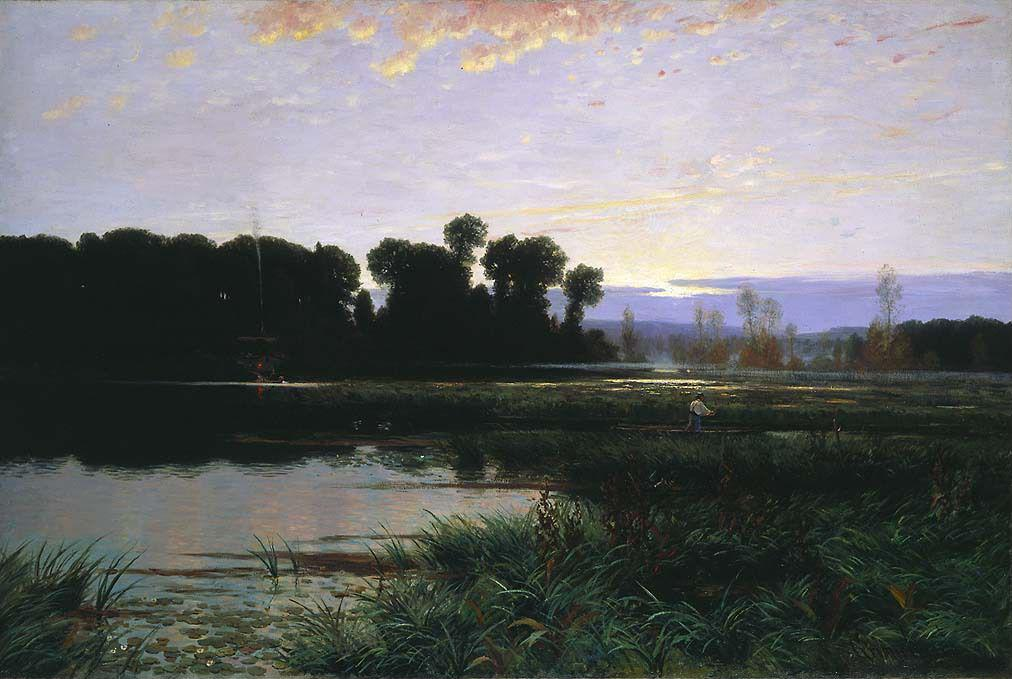
Ambiance du soir, 1880-1883 Musée national de Norvège, Oslo
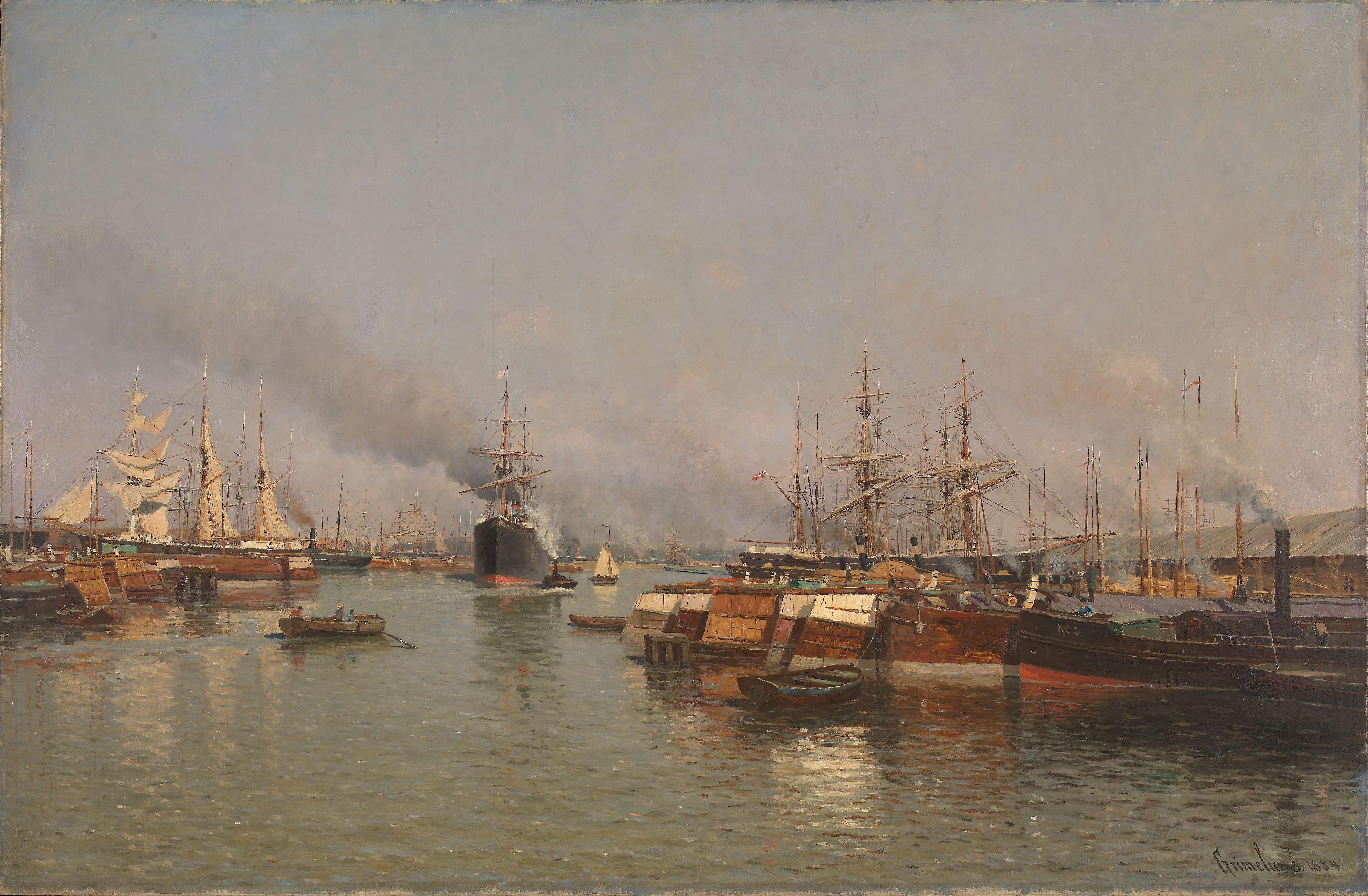
Quai du Mexique à Anvers, 1884 Musée national de Norvège, Oslo
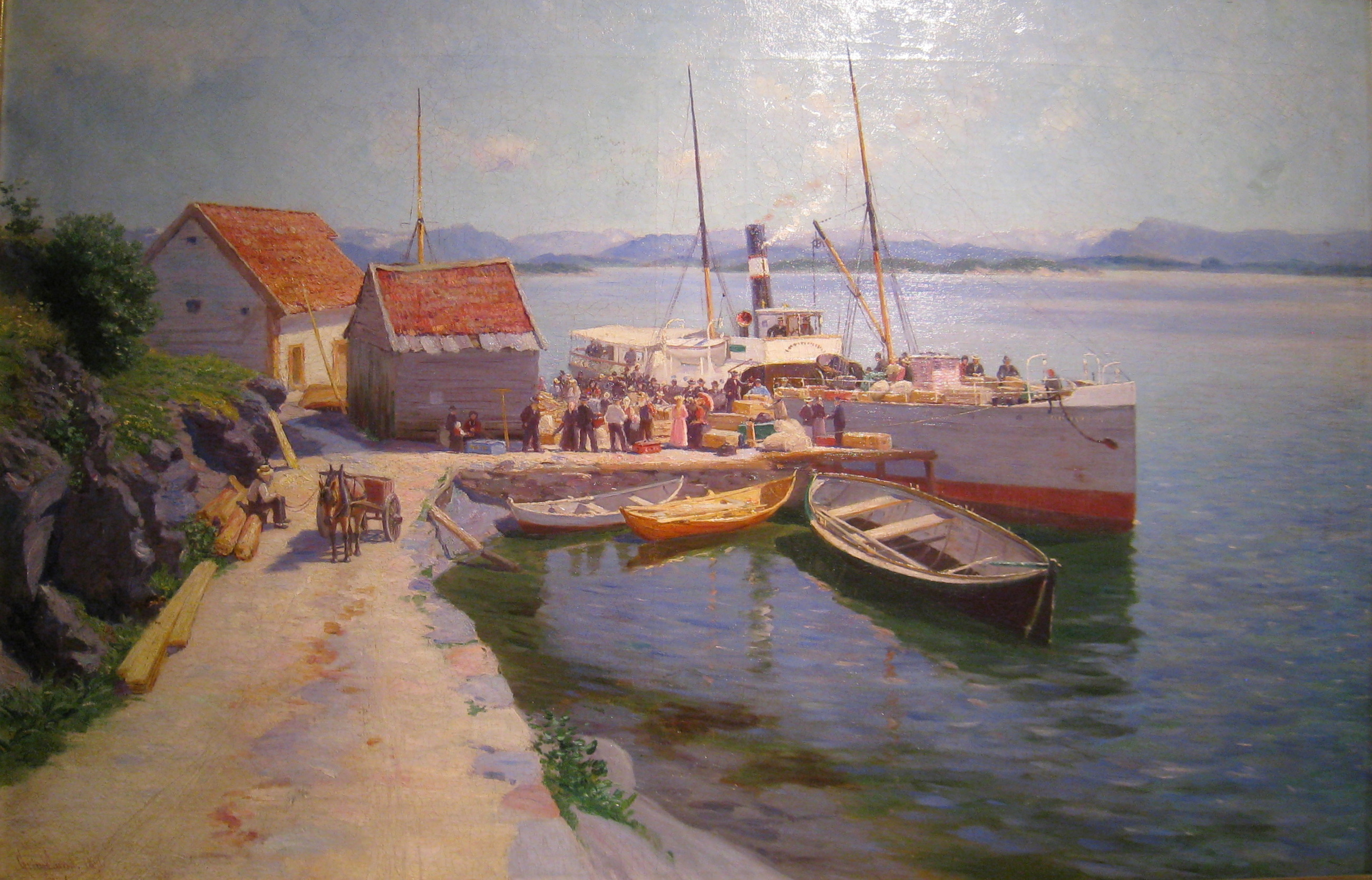
Bateau local à quai, 1891 Musée national de Norvège, Oslo
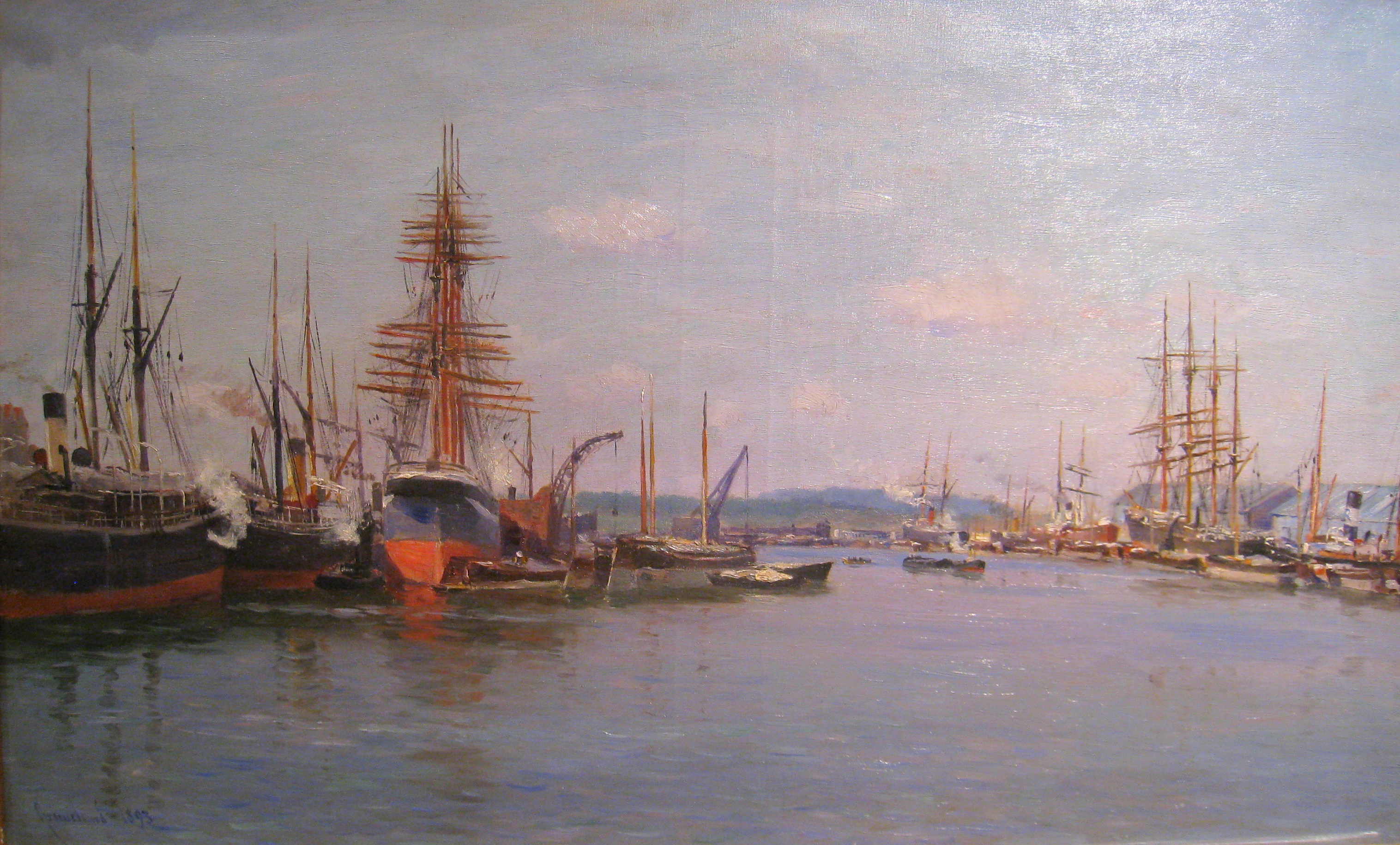
Le Port de Rouen, 1893 Musée de la marine (Norvège)

## Postérité
- Exposition au Palais des beaux-arts de Lille, 2008-2009.